# دینو (خواننده)
دینو (ایتالیایی: Dino؛ زادهٔ ۳ مهٔ ۱۹۴۸) خواننده و بازیگر اهل ایتالیا است.
از فیلم‌هایی که وی در آن‌ها نقش داشته است، می‌توان به ۱۶ ساله‌ها، زیباترین زوج جهان، این دنیای دیوانهٔ دیوانهٔ ترانه و زمان سخت شاهزادگان اشاره نمود.